# Dark Skies (película)
Dark Skies (titulada Los elegidos en español) es una película de terror, ciencia ficción y suspenso de 2013, escrita y dirigida por Scott Stewart, producida por Jason Blum y protagonizada por Keri Russell, Josh Hamilton y Dakota Goyo, entre otros.

## Argumento
La familia Barrett está integrada por el matrimonio entre Daniel (Josh Hamilton) y Lacy (Keri Russell) y sus hijos Jesse (Dakota Goyo) y Sammy (Kadan Rockett). Daniel ha estado sin trabajo durante tres meses, lo que ha puesto en conflicto su relación con Lacy. Durante la noche, los niños tienen la costumbre de comunicarse entre sí desde sus camas mediante walkie-talkie donde Jesse (el mayor) le relata historias de miedo sobre el Sandman con el fin de distraerlo de las discusiones de sus padres. 
Un día, Lacy descubre comida esparcida por el suelo de la cocina y otros objetos dispuestos en un orden específico, Sammy le dice que el Sandman lo hizo antes de llegar a su habitación. Daniel y Lacy limpian el desorden pero su preocupación se incrementa, ya que los incidentes se hacen cada vez más frecuentes. 
Pronto los miembros de la familia se dan cuenta del tiempo perdido. Una noche, Lacy es despertada por Sammy tras haber sido testigo de ver la figura de un humanoide parado sobre su cama. Cuando enciende la luz de su habitación, la misma está vacía y encuentran al niño en jardín. Daniel instala cámaras de seguridad alrededor de la casa. Lacy empieza a buscar en internet para obtener respuestas y encuentra artículos sobre extraterrestres. Se entera de que otros niños habían hecho dibujos que eran sorprendentemente similares a los seres que Sammy había dibujado de un niño con tres altas figuras grises. Daniel rechaza la teoría, insistiendo en que hay una explicación más racional. 
Mientras jugaba con un amigo, Jesse tiene una convulsión; en el hospital, los médicos encuentran marcas extrañas que parecen haber sido hechas en su cuerpo; al mismo tiempo, la niñera de Sammy encuentra marcas similares en él. Esa noche, Daniel ve la grabación de videovigilancia pantalla por pantalla hasta que visualiza tres figuras oscuras. Cada una que se coloca sobre la cama de alguien de la familia, por lo que empieza a creer en la teoría extraterrestre de Lacy, y busca ayuda de un especialista, Edwin Pollard (J. K. Simmons), que les informa que en muchos casos se ha tratado de Grises, alienígenas que han viajado a millones de años luz para experimentar con seres humanos poniéndoles un implante detrás de la oreja. Pollard advierte a los Barrett que deben ser hiper-protectores de Sammy, ya que les explica que los grises suelen secuestrar a la primera persona con la que hicieron contacto. La familia debe unirse con el fin de evitar de que Sammy sea secuestrado por los seres.
Daniel compra una escopeta y cubre con tablas de madera las ventanas y las puertas de la casa, mientras que Lacy compra un perro de guardia agresivo. La familia pasa el Día de la Independencia viendo los fuegos artificiales en el televisor. La transmisión se corta y aparece estática, todas las luces empiezan a parpadear y el perro empieza a ladrar ferozmente en la puerta bloqueada. La familia trata de refugiarse en el dormitorio principal, pero Lacy ve a los Grises posicionarse alrededor de ellos. Los Grises inducen una alucinación en Jesse y poco después lo rodean y lo secuestran en un destello de luz.
Tres meses más tarde, Lacy y Daniel son sospechosos de la desaparición de Jesse y se mudan a un departamento donde instalan un dormitorio para Jesse. Cuando Lacy está acomodando cosas viejas de Jesse, encuentra imágenes que Jesse había dibujado, incluyendo muchos dibujos de figuras grises de gran altura junto a todos los miembros de la familia Barrett. Lacy se da cuenta de que estos dibujos son de mucho antes de que Sammy tuviera contacto con los grises, como también tiene flashes sobre los síntomas que tuvo Jesse de pequeño, síntomas que el señor Pollard había enumerado que se observan una vez puesto el implante de los grises en un humano. Recuerda como los médicos no sabían qué tenía Jesse, y entonces Lacy se da cuenta de que no fue una casualidad que los grises secuestraran a Jesse y no a Sammy. Realmente, fue Jesse el primero con el que hicieron contacto, solo que la familia Barret no se había percatado. De repente, uno de los walkie-talkies de juguete de los niños empieza a sonar. Sammy agarra el walkie-talkie y escucha a Jesse desesperado llamarlo por su nombre.

## Reparto
- Keri Russell es Lacy Barrett.
- Josh Hamilton es Daniel Barrett.
- Dakota Goyo es Jesse Barrett.
- Kadan Rockett es Sam Barrett.
- J. K. Simmons es Edwin Pollard.
- L. J. Benet es Kevin Ratner.
- Rich Hutchman es Mike Jessop.
- Myndy Crist es Karen Jessop.
- Annie Thurman es Shelly Jessop.
- Jack Washburn es Bobby Jessop.
- Ron Ostrow es Richard Klein.
- Brian Stepanek es Técnico en Sistema de Seguridad.
- Judith Moreland es Janice Rhodes.
- Trevor St. John es Alex Holcombe.

## Producción
La producción comenzó el 3 de agosto de 2012. Los lugares de filmación incluyen Los Ángeles y Valencia (College of the Canyons). La película fue dirigida por Scott Stewart y producido por Jason Blum, Jeanette Brill y Couper Samuelson. El guion de la película fue escrito por Stewart, que le tomó cerca de seis semanas para terminarlo de escribir.

## Lanzamiento
Dark Skies fue lanzada en los Estados Unidos el 22 de febrero de 2013, y en el Reino Unido el 5 de abril de 2013. La película fue lanzada en los formatos DVD y Blu-ray Disc el 28 de mayo de 2013.